# Tingena brachyacma
Tingena brachyacma är en fjärilsart som först beskrevs av Edward Meyrick 1909a.  Tingena brachyacma ingår i släktet Tingena och familjen praktmalar. Inga underarter finns listade i Catalogue of Life.